# Simpang Asam
Simpang Asam is een bestuurslaag in het regentschap Way Kanan van de provincie Lampung, Indonesië. Simpang Asam telt 2227 inwoners (volkstelling 2010).